# Cacera de bruixes a Terrassa
La Cacera de Bruixes a Terrassa (1615-1619) és el procés durant el qual sis dones de la ciutat de Terrassa varen ser acusades de bruixeria i sentenciades a mort el 27 d'octubre de 1619.
El procés fou reproduït per Francesc Maspons i Labrós en la revista Lo Gay Saber de l'any 1880, en un article titulat Las Bruixas.

## Origen de la cacera
L'any de l'ajusticiament de les bruixes de Terrassa, Catalunya pateix una situació social complicada amb profundes contradiccions socials on la gent es veu sotmesa a la pobresa i l'arbitrarietat del poder. En aquest context polític i gràcies a l'evolució ideològica de l'Església, que deixa de considerar la creença en els fenòmens sobrenaturals com un símptoma d'heretgia, tant les condicions climàtiques extremes -sequeres i gelades- com la mort dels infants o els animals són atribuïdes a l'acció de les bruixes.
Tot i que a Espanya la cacera de bruixes va deixar un nombre de víctimes inferior a la mitjana europea, segons Baltasar Ragon, ja a principis del segle xvii molts veïns de la vila de Terrassa estaven trastornats perquè es creien envoltats de bruixes.
Durant aquests anys, i segons diuen les llegendes locals, grups de dones egarenques es troben amb el diable a la Quadra d'en Palet. En aquestes trobades les suposades bruixes s'abandonen a un ball frenètic i perden el control de si mateixes, lliurant-se al diable en una orgia abominable.
Alguns historiadors assenyalen que aquestes reunions de dones, en cas d'haver-se produït, podrien haver tingut un fort component pràctic, encaminat a resoldre problemes habituals de la vida quotidiana o temes relacionats amb la salut, ja que determinats coneixements i pràctiques, especialment les relacionades amb la sexualitat o la biologia femenina havien quedat marginades per la medicina oficial que era exercida gairebé exclusivament per homes.

## Inici del procés

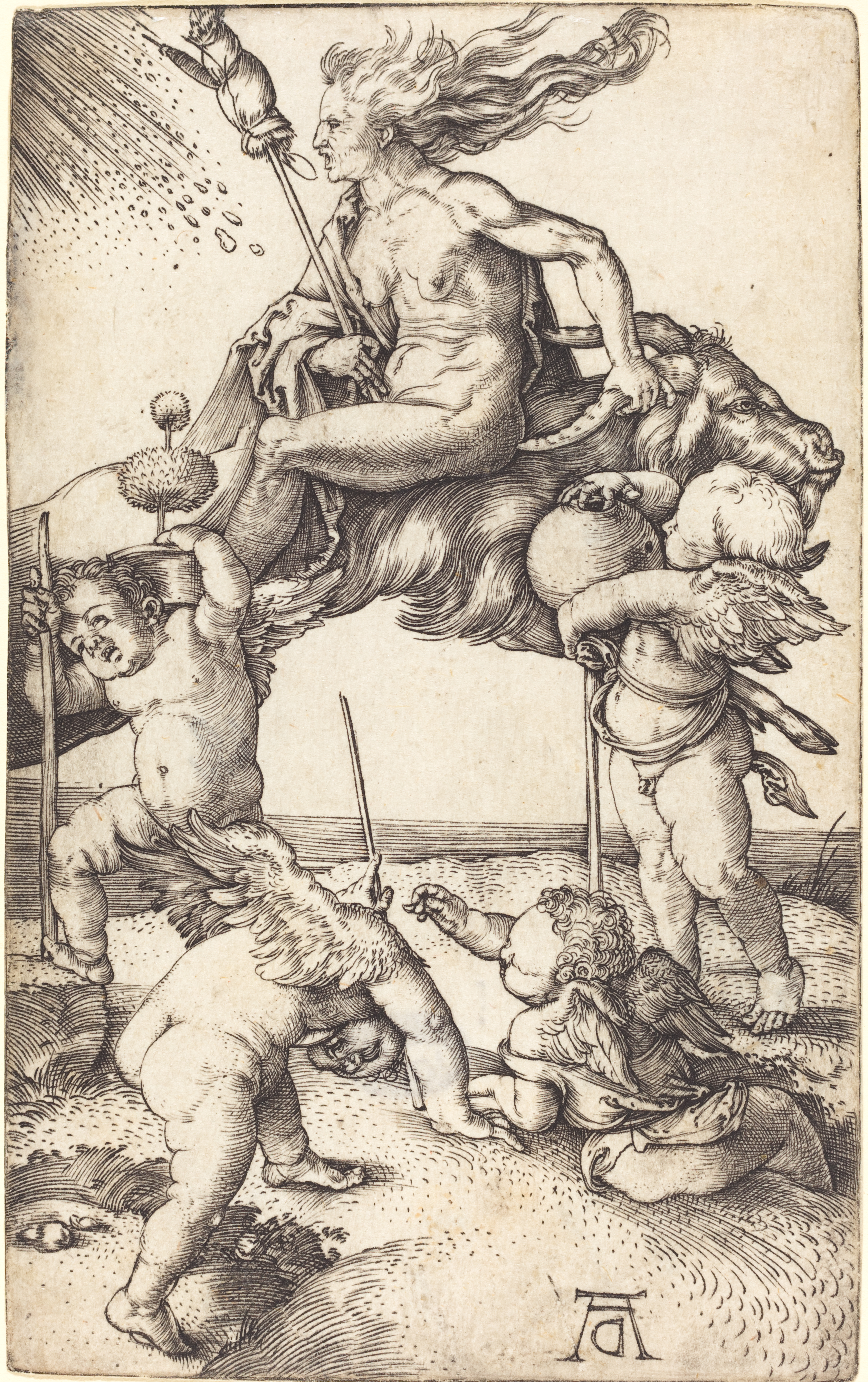
La Bruixa, gravat del pintor alemany renaixentista Albrecht Dürer.

En aquest clima d'histèria, l'any 1615, Joana Ferré és acusada a Terrassa, juntament amb altres deu dones, de bruixeria. El 2 de juliol de 1615, el Sant Ofici de Barcelona demana a les autoritats egarenques el trasllat de les encausades a la capital catalana. D'aquestes onze dones només tres són empresonades: Margarida Tafanera, Micaela Casanovas "Esclopera" i Guillermina Font "Miramunda". En ser alliberades, les altres tornen a Terrassa o fugen a altres ciutats. Les que són alliberades, però, continuen sent considerades sospitoses de bruixeria pels veïns de Terrassa, que comencen a assetjar-les fins al punt d'apedregar-les públicament i acusar-les de prostitució.
Davant el clima d'hostilitat que es viu a la vila, el 26 de desembre de 1618, l'ajuntament de Terrassa demana la presència del caçador de bruixes Joan Font, de Sallent. Amb la seva ajuda, el 23 de maig de l'any següent, un tribunal civil format pel batlle de Terrassa i els seus col·laboradors detenen i condemnen sis dones, algunes de les quals ja havien estat alliberades per la Inquisició pocs anys abans: Margarida Tafanera, Joana de Toy, Joana Savina, Micaela Casanovas, Eulàlia Totxa i Guillermina Font.
La primera empresonada sotmesa a turment fou Margarida Tafanera, a qui el seu propi germà acusa d'haver embruixat la seva esposa perquè no pugui tenir fills. Amb una confessió obtinguda sota tortura, Margarida Tafanera esmenta el nom de Joana de Toy. Amb ajuda d'altres confessions voluntàries i acusacions de vilatans, es procedeix a detenir i torturar la resta de dones.
Les acusades són empresonades a dins del castell de Terrassa i sotmeses a sessions de tortura que duren el temps que es triga a pregar un parenostre. A causa de la impossibilitat de repetir un judici per part del Tribunal de la Inquisició, les empresonades resten a la torre del Palau a l'espera d'un judici civil. Finalment, un cop jutjades i havent-se llegit de manera pública la seva condemna, les dones són penjades a la Pedra Blanca, a prop del pont de les Eimerigues, el 27 d'octubre de 1619.